# Chermizy-Ailles
Chermizy-Ailles est une commune française située dans le département de l'Aisne en région Hauts-de-France.

## Géographie

### Localisation

#### Cartographie(cliquer pour afficher)
Chermizy-Ailles se situe au centre-est du département de l'Aisne.
La commune se trouve à 13,2 km au sud-est de la ville préfecture, Laon, à 113,3 km au sud-est de la capitale régionale, Amiens, à 32,2 km au nord-ouest de Reims, et à 120,9 km au nord-est de la capitale, Paris.
| Martigny-Courpierre  | Bièvres                          | Ployart-et-Vaurseine |
| Neuville-sur-Ailette | Chermizy-Ailles                  | Bouconville-Vauclair |
| Cerny-en-Laonnois    | Paissy, Oulches-la-Vallée-Foulon | Bouconville-Vauclair |

### Relief et géologie
Le territoire de la commune se situe dans la vallée de l'Ailette. La partie sud du territoire se situe sur le flanc nord du plateau du Chemin des Dames.
L'altitude maximale du territoire est de 198 m, au sud-ouest de la commune sur le plateau du Chemin des Dames, et l'altitude minimale est de 78 m, à l'ouest de la commune au niveau de la rivière l'Ailette.

### Voies de communications et transports

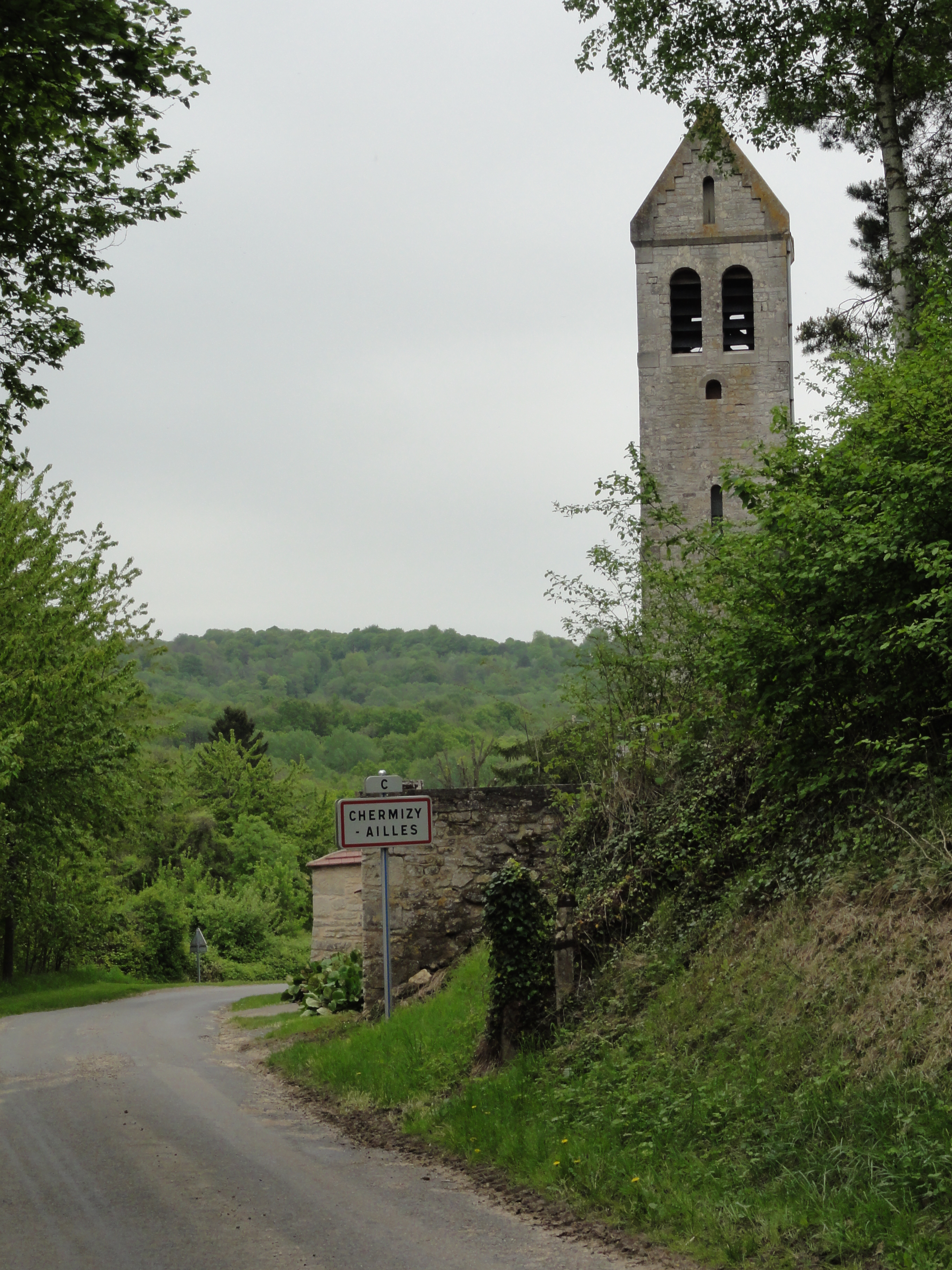
L'entrée Nord de Chermizy-Ailles.

Les principales voies de desserte de Chermizy-Ailles sont les suivantes :
- la route départementale D 19, traversant la commune d'ouest en est et reliant Chermizy-Ailles à Neuville-sur-Ailette (à l'ouest) et à Bouconville-Vauclair (à l'est) ;
- et par deux routes communales, l'une au nord en provenance de Bièvres et Ployart-et-Vaurseine, l'autre au sud en provenance de la route départementale D 18CD (le Chemin des Dames).

Les voies de circulation douce comprennent :
- la voie verte de l'Ailette, une piste cyclable sécurisée de 17 km reliant le lac de Monampteuil à l'abbaye de Vauclair, en passant par Chermizy.
- le chemin de Grande Randonnée GR12 traversant Chermizy-Ailles avec différentes variantes (GR142 et GR 145)

### Hydrographie
La commune est située dans le bassin Seine-Normandie. Elle est drainée par l'Ailette, le ruisseau Bievre, le canal 01 de la commune de Chermizy-Ailles, le cours d'eau 01 de la Rouillée, le cours d'eau 06 de la commune de Chevregny, le fossé 01 de la commune de Bouconville-Vauclair, le fossé 01 de la commune de Chevregny, le fossé 02 de la commune de Chevregny, le fossé 03 de la commune de Chevregny et le ruisseau de Moulin Midesse,,.
L'Ailette, d'une longueur de 59 km, prend sa source dans la commune de Sainte-Croix et se jette  dans l'Oise (rive gauche) à Quierzy, après avoir traversé 36 communes.

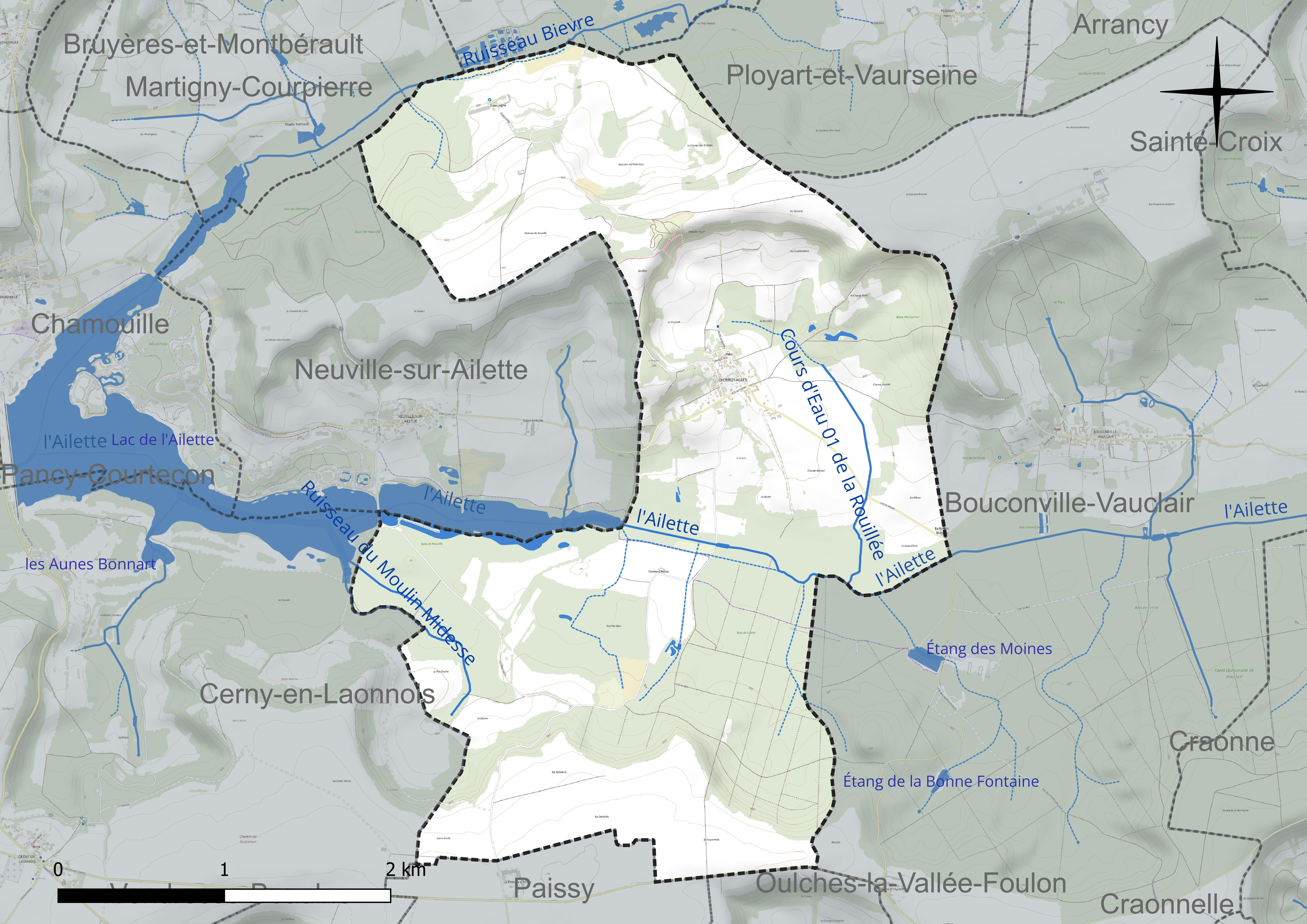
Réseau hydrographique de Chermizy-Ailles.

Un plan d'eau complète le réseau hydrographique : le lac de l'Ailette, d'une superficie totale de 153,8 ha (4,7 ha sur la commune),.

### Climat
Pour des articles plus généraux, voir Climat des Hauts-de-France et Climat de l'Aisne.
En 2010, le climat de la commune est de type climat océanique dégradé des plaines du Centre et du Nord, selon une étude du CNRS s'appuyant sur une série de données couvrant la période 1971-2000. En 2020, Météo-France publie une typologie des climats de la France métropolitaine dans laquelle la commune est exposée à un climat océanique altéré et est dans la région climatique Nord-est du bassin Parisien, caractérisée par un ensoleillement médiocre, une pluviométrie moyenne régulièrement répartie au cours de l'année et un hiver froid (3 °C).
Pour la période 1971-2000, la température annuelle moyenne est de 10,3 °C, avec  une amplitude thermique annuelle de 15,1 °C. Le cumul annuel moyen de précipitations est de 729 mm, avec 12,7 jours de précipitations en janvier et 9,1 jours en juillet. Pour la période 1991-2020 la température moyenne annuelle observée sur la station météorologique la plus proche, située sur la commune de Martigny-Courpierre à 4 km à vol d'oiseau, est de 10,7 °C et le cumul annuel moyen de précipitations est de 734,4 mm,. Pour l'avenir, les paramètres climatiques de la commune estimés pour 2050 selon différents scénarios d'émission de gaz à effet de serre sont consultables sur un site dédié publié par Météo-France en novembre 2022.

## Urbanisme

### Typologie
Au 1er janvier 2024, Chermizy-Ailles est catégorisée commune rurale à habitat dispersé, selon la nouvelle grille communale de densité à 7 niveaux définie par l'Insee en 2022.
Elle est située hors unité urbaine. Par ailleurs la commune fait partie de l'aire d'attraction de Laon, dont elle est une commune de la couronne,. Cette aire, qui regroupe 106 communes, est catégorisée dans les aires de 50 000 à moins de 200 000 habitants,.

### Occupation des sols
L'occupation des sols de la commune, telle qu'elle ressort de la base de données européenne d'occupation biophysique des sols Corine Land Cover (CLC), est marquée par l'importance des territoires agricoles (55,3 % en 2018), une proportion identique à celle de 1990 (55,3 %). La répartition détaillée en 2018 est la suivante : 
forêts (41,8 %), terres arables (40,1 %), prairies (15,2 %), zones urbanisées (2,3 %), eaux continentales (0,6 %).
L'évolution de l'occupation des sols de la commune et de ses infrastructures peut être observée sur les différentes représentations cartographiques du territoire : la carte de Cassini (XVIIIe siècle), la carte d'état-major (1820-1866) et les cartes ou photos aériennes de l'IGN pour la période actuelle (1950 à aujourd'hui).

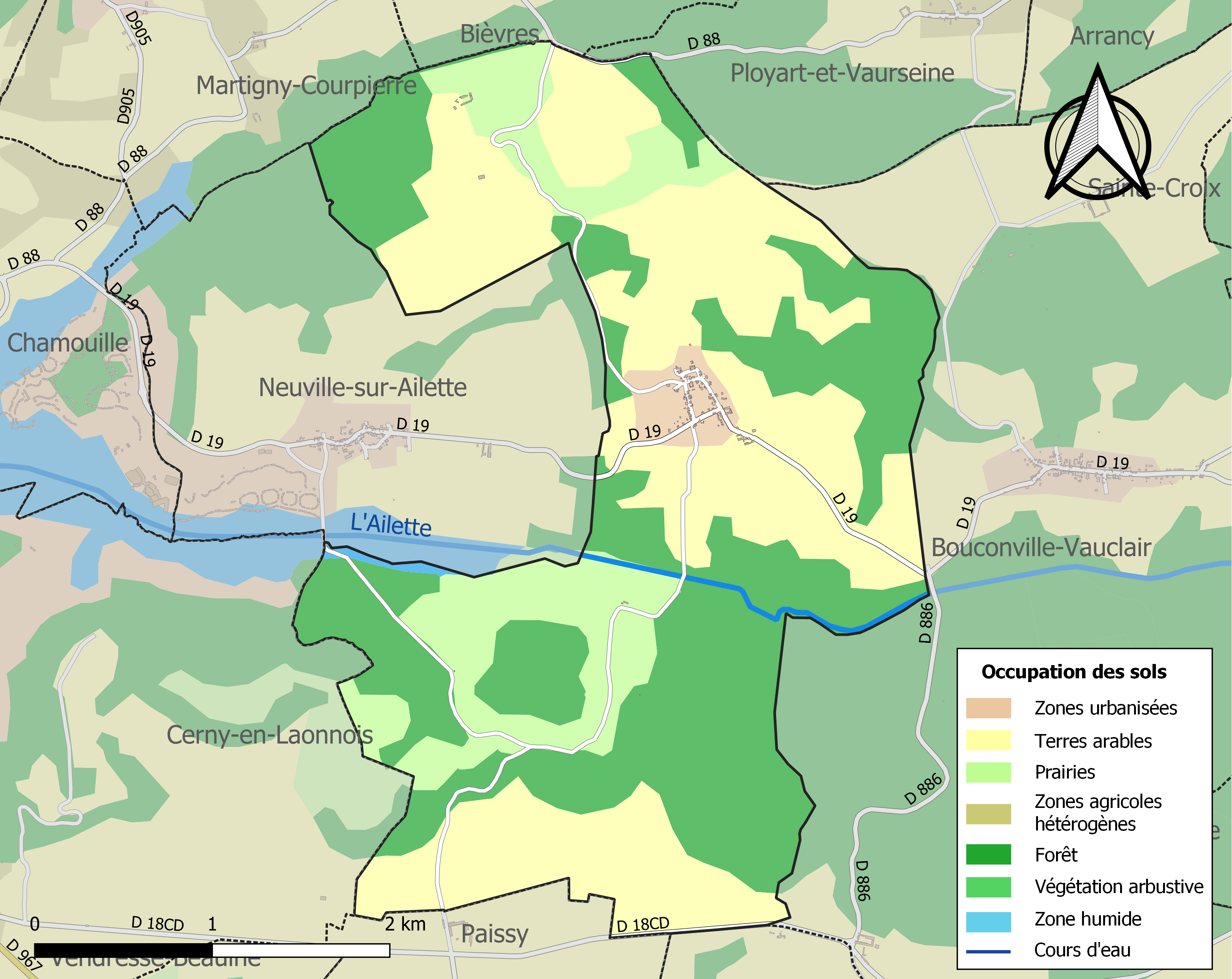
Carte des infrastructures et de l'occupation des sols de la commune en 2018 (CLC).

### Habitat et logement
En 2021, le nombre total de logements dans la commune était de 52, alors qu'il était de 35 en 1999 et de 30 en 1968.
Parmi ces logements, 83,5 % étaient des résidences principales, 14,1 % des résidences secondaires et 2,4 % des logements vacants. Ces logements sont essentiellement des maisons individuelles, plutôt de grande dimension avec 95% de plus de 4 pièces. Le cadre bâti a principalement été édifié avant la seconde guerre mondiale (50% des logements construits avant 1945).

## Toponymie
Chermizy

Le nom du village apparaît pour la première fois en 1146 sous l'appellation latine de Charmesius. Ce nom évoluera ensuite de nombreuses fois en fonction des différents transcripteurs :Calmesius, Calmesi, Carmini (1153 dans un Cartulaire de l'Abbaye de Vauclair , Chermisi, Charmesei, Charmisiacum, Germisi, Charmisy, Chermisiz, Charmisy, puis Chermisy sur la Carte de Cassini au milieu du XVIIIe siècle et enfin l'orthographe actuelle Chermizy au XIXe siècle
.

Du préfixe breton kêr du vieux-breton caer, d'origine gauloise et apparenté au gallois caer. Il signifie à l'origine « lieu fortifié, forteresse, château, citadelle », sens qu'il a conservé en gallois.
Ailles

Le nom du village apparaît pour la première fois en 1224 sous l'appellation latine de Villa que dicitur Aquila. Ce nom évoluera ensuite  en fonction des différents transcripteurs :Aille, Aylle, Parossiam de Saint-Martin d'Aisle (1669)  et enfin l'orthographe actuelle Ailles sur la Carte de Cassini au milieu du XVIIIe siècle
.
Le village doit son nom à la rivière L'Ailette qui prend sa source à 6 km à l'est.

## Histoire

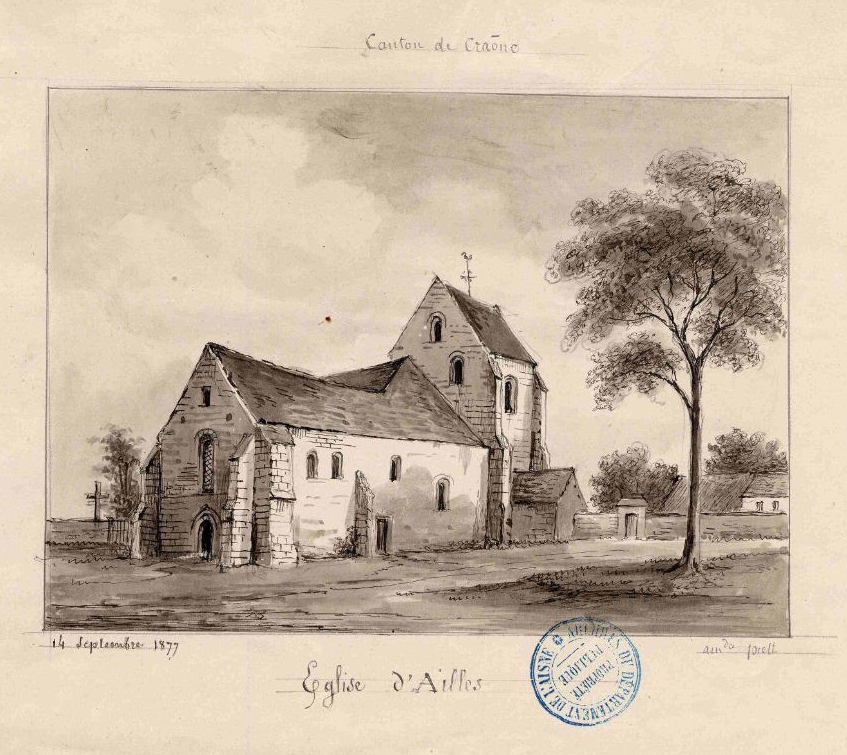
Dessin de l'église d'Ailles par Amédée Piette (1808-1883).

Le chanoine Flodoard (894-966), rapporte dans son Historia remensis ecclesiae (Histoire de l'église de Reims) que saint Remi, évêque de Reims de 459 à 533, faisant la visite des paroisses de son diocèse, s'arrêta à Chermizy et y rendit la vue à une aveugle. L'église de Chermizy a pour saint patron Évence.
En l'année 948, les troupes d'Hugues le Grand, duc des Francs, passant dans ce village, s'y portèrent à de grands excès et tuèrent plus de 40 habitants[réf. nécessaire].
Le domaine d'Ailles était placé sous le patronage de St Martin, il appartenait au IXe siècle à Didon, évêque de Laon, lequel en mourant le donna, en l'année 893, au chapitre de la cathédrale de cette ville qui l'a conservé jusqu'à la Révolution. Ailles ne paraît pas avoir eu de seigneurs laïques, étant toujours resté dans les mains du chapitre de Laon. Cependant nous connaissons un Etienne d'Ailles, en 1156 ainsi qu'un Guy de Chermizy en 1128, également Guy d'Evercaigne en 1141 (ferme dépendant de Chermizy), suivi de Guy II de Chermizy (1160-1195) puis Jean de Chermizy en 1205.
Des lettres de Gauthier, évêque de Laon, de l'année 1172, nous apprennent que le moulin de Midesse, molendinum de Muidessa, et un autre, nommé le moulin d'Ailles, de Aila, avaient été en partie donnés aux Hospitaliers par un sieur Alexandre, chanoine de Saint-Jean-du-Bourg.
L'exploitation des carrières de Chermizy est très ancienne. En 1205, le chapitre de Laon exploita ces pierre calcaire, notamment pour édifier la cathédrale Notre-Dame de Laon. Ces blocs de pierre furent tirés par des bœufs jusqu'à Laon (13 km) et 16 statues réparties sur les tours principales de la cathédrale leur rendent hommage[réf. nécessaire].
Chermizy fut encore le théâtre d'une action sanglante en 1656. Une partie des troupes de Henri-Jules de Bourbon-Condé, prince de Condé, s'étant présentée devant ce village, commença par y mettre le feu, puis attaqua l'église fortifiée, dans lequel les habitants s'étaient réfugiés ; s'en étant emparé, elles se saisirent de 37 d'entre eux pour les conduire à Rocroy. Le reste des habitants exaspérés de voir emmener leurs concitoyens, se ruèrent sur l'ennemi et le mirent en fuite ; mais ayant eu l'imprudence de le poursuivre dans la campagne, ils tombèrent dans une embuscade où ils furent tous tués ou faits prisonniers[réf. nécessaire].
Au milieu du XVIe siècle, la terre de Chermizy entra dans la maison de Proisy, dont les membres étaient déjà seigneurs de La Bove.
La bataille de Craonne (1814)

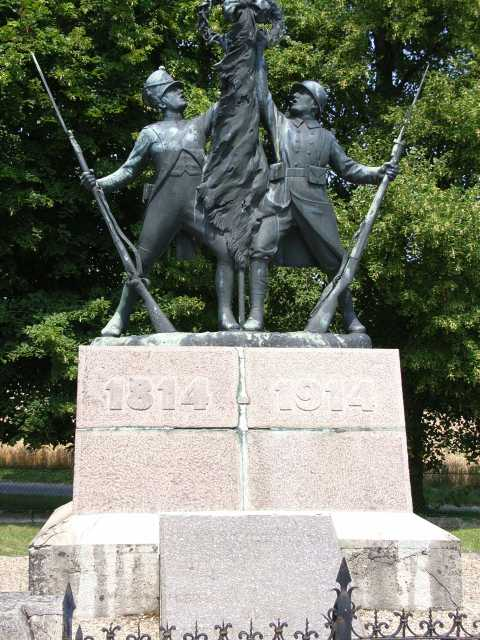
Monument des Marie-Louise et des Bleuets

La commune d'Ailles est placée au pied de la montagne où se livra, le 7 mars 1814, la bataille de Craonne, entre les Français et les troupes alliées, conduites par Napoléon contre les armées russes et prussiennes du maréchal Gebhard Leberecht von Blücher (armée de Silésie). Les Français enlevèrent ce village de vive force, et gravissant la montagne sous un feu terrible, parvinrent à couronner le plateau et à en chasser l'ennemi. Une statue de Napoléon se dresse actuellement sur le plateau de Californie en mémoire de cette victoire. De plus un monument comémore cet bataille devant le ferme de Hurtebise.
La commune d'Ailles comportait 147 habitants lors du recensement de 1901 pour 61 maisons ; comme toutes les communes du canton de Craonne, elle est touchée par l'exode rural et ne compte plus que 118 habitants à la veille de la Première Guerre mondiale lors du recensement de 1911 (369 habitants à Chermizy en 1856). La petite commune d'Ailles était alors renommée pour son orme, un arbre remarquable planté en souvenir de la bataille de Craonne du 7 mars 1814 à proximité de l'église Saint-Martin, qui faisait la fierté des villageois. Ailles fut occupé par l'ennemi dès septembre 1914 jusqu'à la fin du mois d'octobre de l'année 1917, un cimetière provisoire est aménagé au nord du village ; les combats, qui en achevèrent la destruction, furent particulièrement violents en avril 1917. Les Français s´en rendent ensuite détenteurs jusqu'au 27 mai 1918. Ailles fut de nouveau investi par les Allemands jusqu'à la mi-octobre 1918. Les ruines d'Ailles redeviennent françaises lors du repli allemand sur l'Ailette, le 2 novembre.
À l'issue de la guerre, par décision ministérielle du 10 juillet 1922, l'État classa 73 % de sa surface en Zone Rouge, soit 342 hectares sur 469. Le territoire, alors exproprié par l'État dès 1922, fut en partie rétrocédé en 1929. Totalement détruit, le village d´Ailles n'est pas reconstruit.

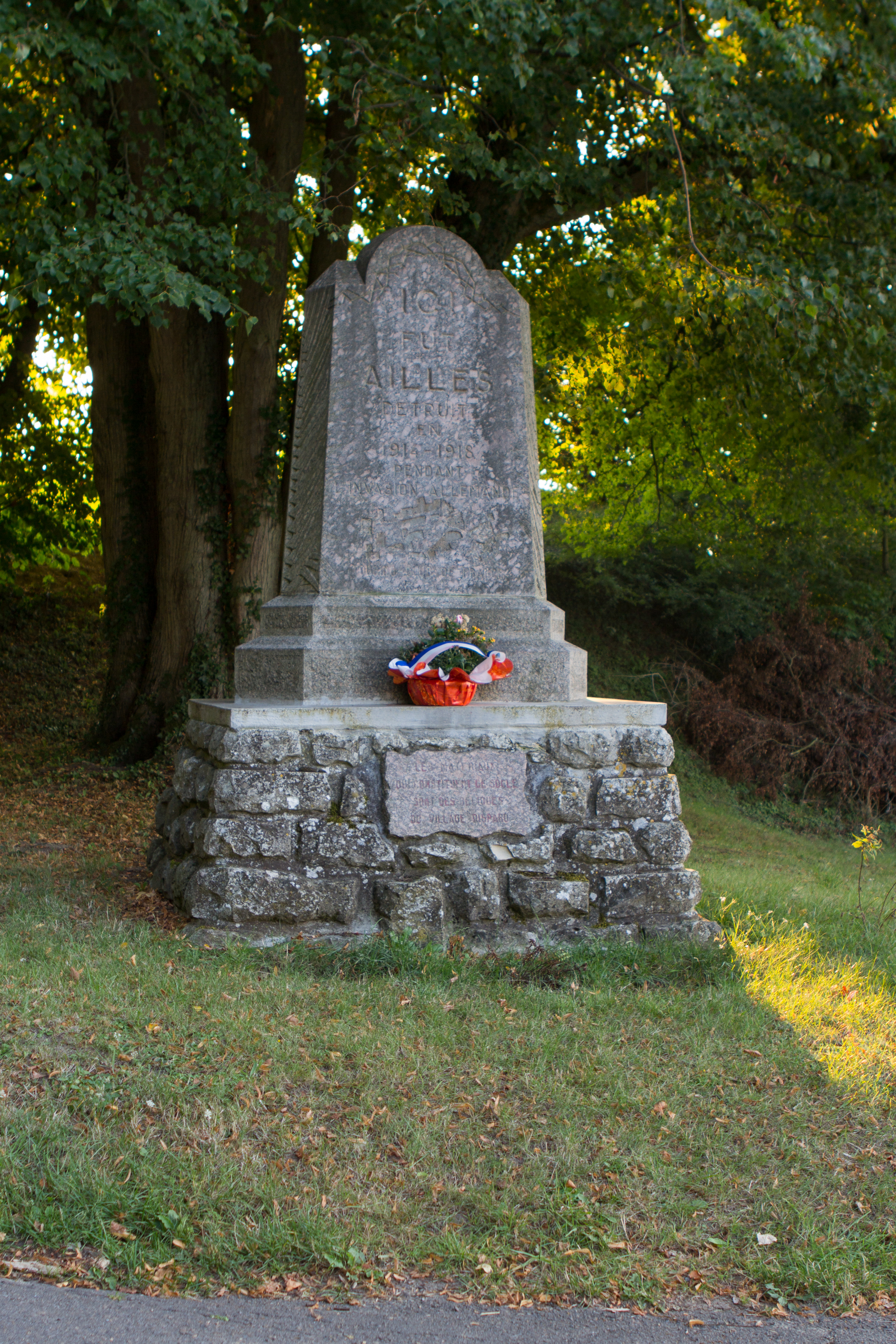
Mémorial en souvenir du village d'Ailles, édifié en 1932 par le Touring-Club de France.

Première Guerre mondiale (1914-1918)
Chermizy reste en possession des Allemands, tandis que les ruines d'Ailles (dont les habitants ont été évacués  dans la région de Fourmies) redeviennent françaises d'avril à mai 1917, puis lors du repli allemand sur l'Ailette, le 2 novembre. L'armée française bombarde les deux villages avant le 16 avril (début de l'offensive Nivelle) puis pendant plusieurs semaines dans le courant de l'été 1917. De nouveaux combats ont lieu en 1918, notamment en septembre lors de la contre-offensive alliée,.
À l'issue de la Première Guerre mondiale, les alentours du Chemin des Dames sont détruits en quasi-totalité ; c'est ainsi que le 9 septembre 1923, la commune de Chermizy absorbe le village voisin d'Ailles entièrement rasé et situé en zone rouge, et devient Chermizy-Ailles. Chermizy-Ailles récupère alors les dommages de guerre de la commune disparue et la reconstruction est confiée à la Société coopérative d'Aizelles, Aubigny, Sainte-Croix, Chermizy et Bouconville, avec l'aide de Monaco et de la Tunisie. Mais les travaux, menés par l'architecte A. Bonnet et l'entreprise Gaston Bernard ne seront pas totalement achevés et quelques projets ne sont pas menés à bien avant la deuxième guerre.
Des projets d'édification d'une chapelle puis d'un calvaire sont abandonnés face aux besoins financiers nécessaires à l'adduction d'eau à Chermizy. Seul un monument édifié par le Touring-Club de France (1932) rappelle l'existence du village d'Ailles ; ce mémorial édifié à l'endroit de l'ancien bourg rappelle cet événement par ces mots « ICI FUT AILLES, détruit en 1914-1918 pendant l'invasion allemande ». Quelques traces de fondations des maisons sont encore visibles dans les champs.
Chermizy et Ailles ont  été décorées de la Croix de guerre 1914-1918 le 17 octobre 1920.
Un monument allemand en l'honneur du 159e RI et des victimes des deux camps a été construit en 1915 sur le territoire d'Ailles, au-dessus du cimetière provisoire. Bombardé et laissé à l'abandon, il est très dégradé, toutes les sculptures et inscriptions ayant disparu.

## Politique et administration

### Rattachements administratifs et électoraux
La commune se trouve dans l'arrondissement de Laon du département de l'Aisne (département). Pour l'élection des députés, elle fait partie depuis 1958 de la première circonscription de l'Aisne.
Elle faisait partie depuis 1793 du canton de Craonne. Dans le cadre du redécoupage cantonal de 2014 en France, la commune est désormais intégrée au canton de Villeneuve-sur-Aisne.

### Intercommunalité
La commune est membre de la communauté de communes du Chemin des Dames, créée fin 1995. La CCCD comprend actuellement 30 communes pour une population de l'ordre de 5 500 habitants (2016).

### Liste des maires
| Période                                  | Période                       | Identité         | Étiquette | Qualité                                |
| ---------------------------------------- | ----------------------------- | ---------------- | --------- | -------------------------------------- |
| Les données manquantes sont à compléter. |                               |                  |           |                                        |
| 1790                                     |                               | Sebastien Debacq |           |                                        |
| 1799                                     |                               | Charles Warnet   |           |                                        |
| 1804                                     |                               | M. Mesureur      |           |                                        |
| 1807                                     |                               | M. Demoury       |           |                                        |
| 1820                                     |                               | M. Pognart       |           | Maire de Chermizy                      |
| 1828                                     |                               | Nicolas Boucher  |           |                                        |
| 1832                                     |                               | Hubert Saudron   |           |                                        |
| 1866                                     |                               | Ernest Boucher   |           |                                        |
| ?                                        |                               | Amédée Piette    |           |                                        |
| 1890                                     |                               | M. Hubert        |           | Maire d'Ailles                         |
| 1900                                     |                               | M. Lamarles      |           | Maire de Chermizy                      |
| Les données manquantes sont à compléter. |                               |                  |           |                                        |
| mars 2001                                | mars 2008                     | Pierre Dalkowski |           |                                        |
| mars 2008                                | En cours (au 12 juillet 2020) | Johnny Moglia    | DVD       | Artisan Réélu pour le mandat 2020-2026 |

## Démographie
L'évolution du nombre d'habitants est connue à travers les recensements de la population effectués dans la commune depuis 1793. Pour les communes de moins de 10 000 habitants, une enquête de recensement portant sur toute la population est réalisée tous les cinq ans, les populations de référence des années intermédiaires étant quant à elles estimées par interpolation ou extrapolation. Pour la commune, le premier recensement exhaustif entrant dans le cadre du nouveau dispositif a été réalisé en 2007.

En 2022, la commune comptait 121 habitants, en évolution de +12,04 % par rapport à 2016 (Aisne : −1,97 %, France hors Mayotte : +2,11 %).
| 1793 | 1800 | 1806 | 1821 | 1831 | 1836 | 1841 | 1846 | 1851 |
| ---- | ---- | ---- | ---- | ---- | ---- | ---- | ---- | ---- |
| 440  | 480  | 478  | 420  | 452  | 473  | 466  | 453  | 421  |

| 1856 | 1861 | 1866 | 1872 | 1876 | 1881 | 1886 | 1891 | 1896 |
| ---- | ---- | ---- | ---- | ---- | ---- | ---- | ---- | ---- |
| 369  | 339  | 308  | 257  | 256  | 264  | 247  | 251  | 224  |

| 1901 | 1906 | 1911 | 1921 | 1926 | 1931 | 1936 | 1946 | 1954 |
| ---- | ---- | ---- | ---- | ---- | ---- | ---- | ---- | ---- |
| 224  | 207  | 196  | 120  | 123  | 119  | 128  | 122  | 119  |

| 1962 | 1968 | 1975 | 1982 | 1990 | 1999 | 2006 | 2007 | 2012 |
| ---- | ---- | ---- | ---- | ---- | ---- | ---- | ---- | ---- |
| 97   | 80   | 87   | 76   | 79   | 70   | 81   | 83   | 107  |

| 2017 | 2022 | - | - | - | - | - | - | - |
| ---- | ---- | - | - | - | - | - | - | - |
| 106  | 121  | - | - | - | - | - | - | - |

## Culture locale et patrimoine

### Lieux et monuments
- La mairie, édifiée en 1925 par l'entreprise  J. Hesbert sur les plans de l'architecte A. Bonnet[47]. Elle est située sur la place Maurice Bruaux, le maire de la commune de 1970 à 1995.
- Église Saint-Évence, construite par les entrepreneurs Gaston Bernard et J. Hesbert sur les plans de l'architecte A. Bonnet, achevée en 1927 et située sur les hauteurs du village[32],[48].
- Nombreuses maisons et fermes datant de la Reconstruction
- Monument aux morts, édifié en 1925 et décoré par le sculpteur Gustave Maily[49].
- Monument allemand de 1915 en l'honneur de son 159e RI, ainsi que des victimes des deux camps, construit sur le territoire d'Ailles. Bombardé et laissé à l'abandon, il est en très mauvais état et ses sculptures et inscriptions ont disparu[33],[50].
- Monument français  édifié en 1917 à Ailles à la mémoire du sous-lieutenant du 70e régiment de tirailleurs sénégalais Louis Astoul, porté disparu près du village de Paissy le 16 avril 1917[51],[52].
- Des croix de chemin aux entrées de Chermizy.
- Un circuit de randonnée pédestre[53].
- Pelouse calcicole (ou savart) de Chermizy-Ailles, héritée  des anciennes pâtures de chèvres et moutons, ainsi que de l'exploitation à ciel ouvert des carrières à calcaire depuis l'époque médiévale, gérée depuis 1993 par le Conservatoire d'espaces naturels de Picardie. On y trouve sur huit hectares environ, une flore, comprenant notamment sept espèces d'orchidées et une faune riche, avec  une dizaine d'espèces rares et protégées[54],[55].

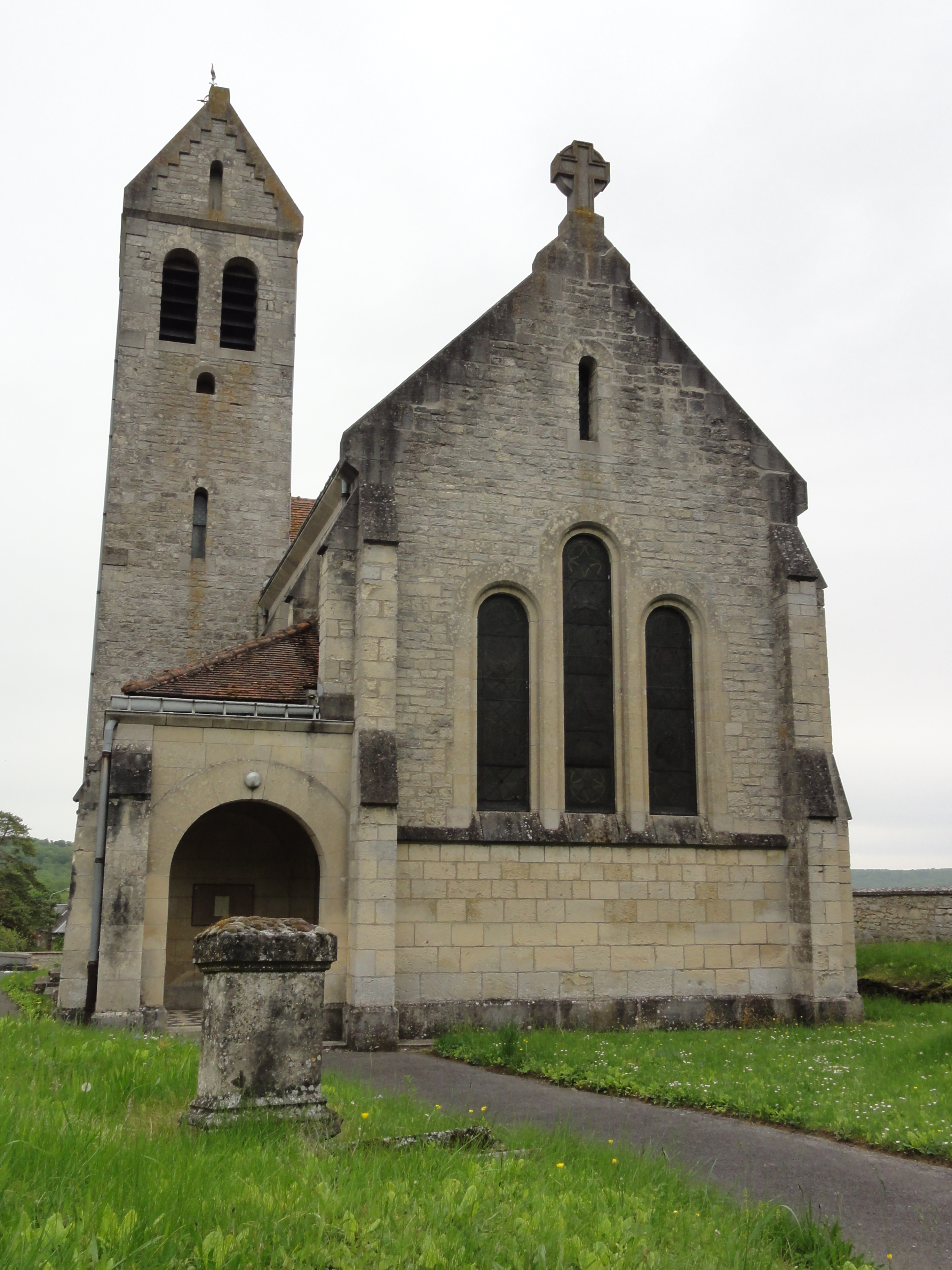
Église Saint-Evence.
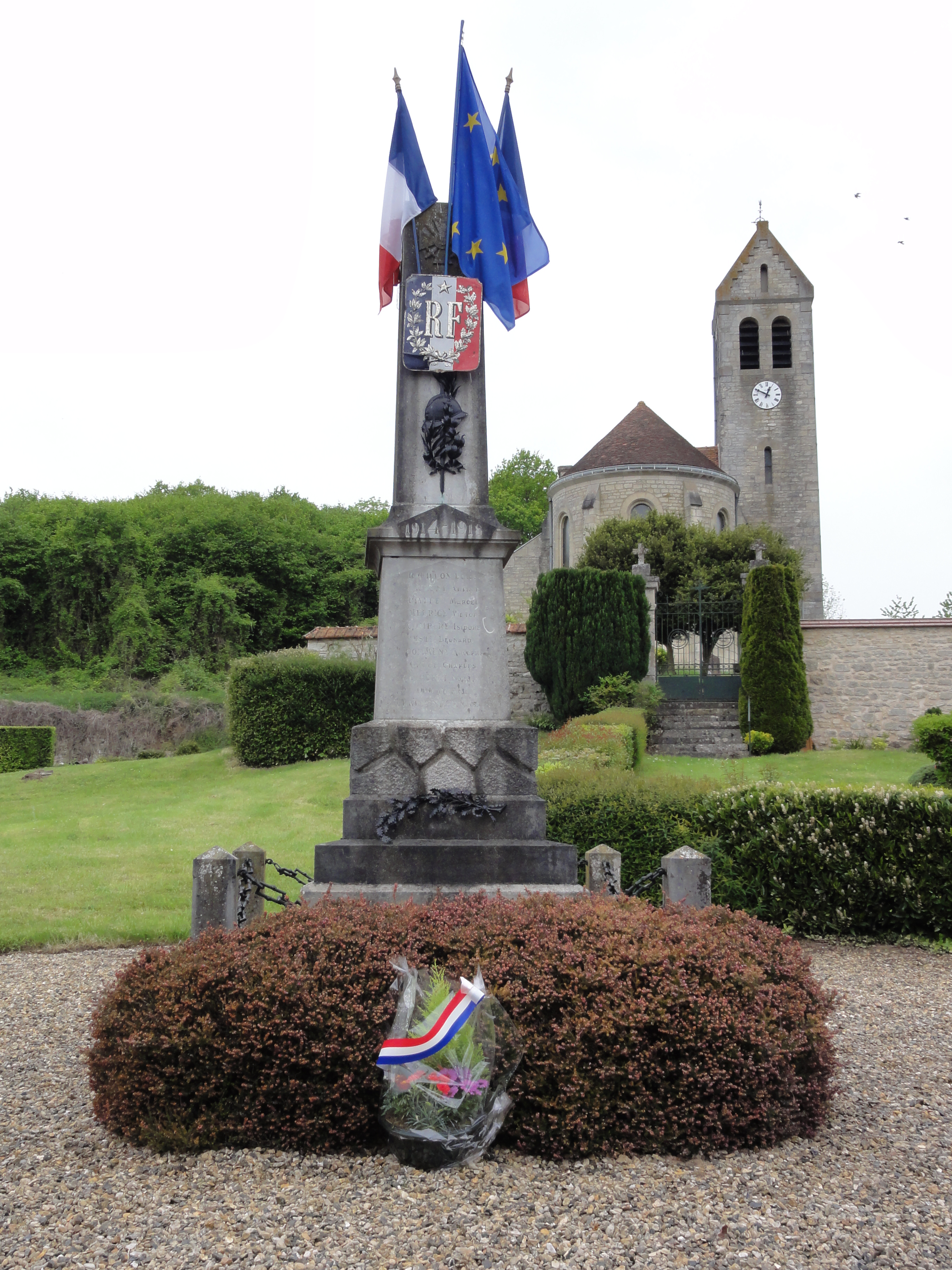
Monument aux morts.
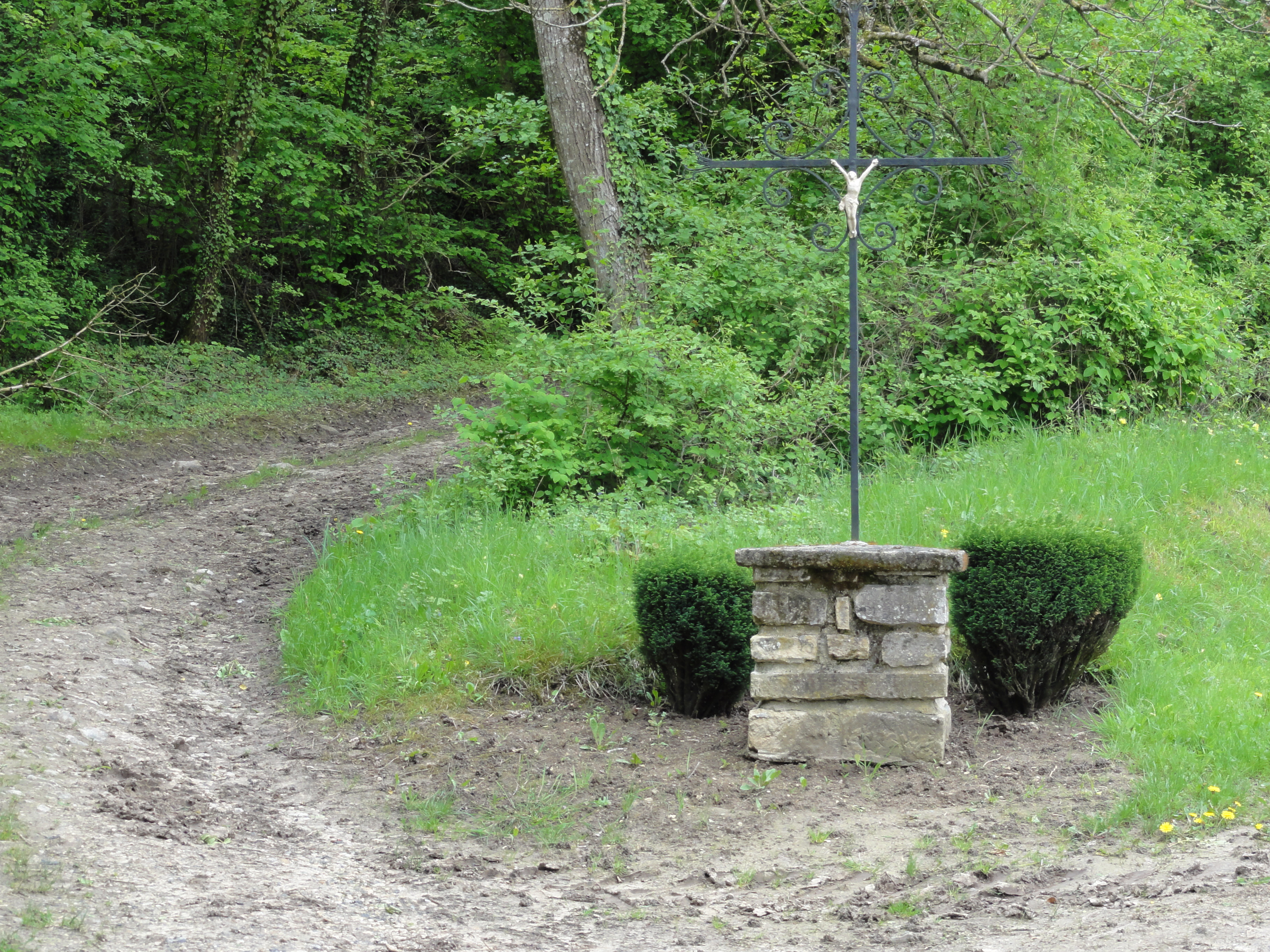
Croix de chemin entrée Ouest.

### Personnalités liées à la commune
- Amédée Piette, né le 25 juin 1808 à Vervins et décédé en 1883 à Soissons. Historien, archéologue et dessinateur, il a laissé de nombreux travaux historiques concernant le département de l'Aisne.

Son métier de contrôleur des contributions lui a permis de sillonner un vaste territoire entre Vervins et Laon, dont de nombreux dessins subsistent ainsi que notes de travail et documents divers, légués aux Archives de l'Aisne. Maire de Chermizy, sa pierre tombale se trouve dans l'église de Chermizy-Ailles.

### Tourisme
Le tourisme sur ce territoire situé au Sud-Est du Lannois s'articule autour de 3 principaux piliers :
- lieux de mémoire du Chemin des Dames, principalement liés aux guerres Napoléoniennes (1814) et à la première Guerre Mondiale (1914-18) ;
- patrimoine historique, religieux et culturel avec les ruines de l'Abbaye cistercienne de Vauclair, situées à mi-chemin entre les célèbres Cathédrales de Reims et de Laon ;
- Création dans les années 1980 de la retenue du Lac de l'Ailette, principalement alimentée par la rivière éponyme, dont la retenue par barrage se situe à la confluence des vallées de la Bièvre et de l'Ailette. Sa superficie de 1,6 Km² a englouti à sa création des zones marécageuses et de taillis, elle représente aujourd'hui un lieu de biodiversité remarquable qui accueille de nombreux animaux, dont des oiseaux nicheurs et migrateurs... À la suite d'une convention signée en 2003 avec le Groupe privé 'Pierre et Vacances', le Lac de l'Ailette accueille dès 2007 le 3ème domaine de Center Parcs (piscine sous bulle bordée de 860 cottages, une dizaine de bars et restaurants, un terrain de golf 18 trous.

Ces attractions touristiques sont complétées par des chemins de grande randonnée GR12 avec différentes variantes (GR142 et GR145) et le chemin de pèlerinage Via Francigena, reliant Rome à Canterbury, non loin de Londres. Cette ancienne voie de pèlerinage médiévale de plus de 2000 km, datant de l'an 1000, a fait l'objet d'études et d'un nouveau balisage a été créé en 1994 puis confirmé en 2019 ; il s'agit d'un grand itinéraire culturel du Conseil de l'Europe.

## Pour approfondir